# Малберри (Арканзас)
Малберри (англ. Mulberry, Arkansas) — город, расположенный в округе Крофорд (штат Арканзас, США) с населением в 1627 человек по статистическим данным переписи 2000 года.

## География
По данным Бюро переписи населения США город Малберри имеет общую площадь в 20,2 квадратных километров, из которых 19,68 кв. километров занимает земля и 0,52 кв. километров — вода. Площадь водных ресурсов округа составляет 2,57 % от всей его площади.
Малберри расположен на высоте 123 метра над уровнем моря.

## Демография
По данным переписи населения 2000 года в Малберри проживало 1627 человек, 472 семьи, насчитывалось 669 домашних хозяйств и 743 жилых дома. Средняя плотность населения составляла около 80,9 человек на один квадратный километр. Расовый состав Малберри по данным переписи распределился следующим образом: 96,19 % белых, 0,06 % — чёрных или афроамериканцев, 2,64 % — коренных американцев, 0,25 % — азиатов, 0,86 % — представителей смешанных рас.
Испаноговорящие составили 0,92 % от всех жителей города.
Из 669 домашних хозяйств в 28,1 % — воспитывали детей в возрасте до 18 лет, 56,4 % представляли собой совместно проживающие супружеские пары, в 9,9 % семей женщины проживали без мужей, 29,4 % не имели семей. 26,3 % от общего числа семей на момент переписи жили самостоятельно, при этом 15,8 % составили одинокие пожилые люди в возрасте 65 лет и старше. Средний размер домашнего хозяйства составил 2,37 человек, а средний размер семьи — 2,83 человек.
Население города по возрастному диапазону по данным переписи 2000 года распределилось следующим образом: 23,3 % — жители младше 18 лет, 8,2 % — между 18 и 24 годами, 26,9 % — от 25 до 44 лет, 24,3 % — от 45 до 64 лет и 17,3 % — в возрасте 65 лет и старше. Средний возраст жителей составил 39 лет. На каждые 100 женщин в Малберри приходилось 96,7 мужчин, при этом на каждые сто женщин 18 лет и старше приходилось 89,4 мужчин также старше 18 лет.
Средний доход на одно домашнее хозяйство в городе составил 27 197 долларов США, а средний доход на одну семью — 32 321 доллар. При этом мужчины имели средний доход в 28 281 доллар США в год против 17 734 доллара среднегодового дохода у женщин. Доход на душу населения в городе составил 14 204 доллара в год. 14,9 % от всего числа семей в округе и 19,9 % от всей численности населения находилось на момент переписи населения за чертой бедности, при этом 23,7 % из них были моложе 18 лет и 19,9 % — в возрасте 65 лет и старше.